# Larissa Felber
Larissa Felber (* 1. August 2005 in Pforzheim) ist eine deutsche Kinderdarstellerin. Sie wurde vor allem bekannt durch ihren Auftritt bei The Voice Kids.

## Filmografie / TV-Auftritte
- 2014: The Voice Kids
- 2014: Ein Herz für Kinder
- 2015: Immer wieder Sonntags
- 2015: Brisant
- 2015: Die Helene Fischer Show
- 2016: Tigerentenclub
- 2016: Hessentag – Mit Duett-Partner Patrick Lindner
- 2016: Landesschau Baden-Württemberg (Musical Mary Poppins – Stage Apollo Theater / Stuttgart)
- 2016: Timebreakers – Auf der Suche nach dem geheimnisvollen Heidekristall
- 2018: Timebreakers 2 – Auf der Suche nach dem geheimnisvollen Heidekristall (Timebreakers und die rätselhaften Grabzeichen)

## Diskografie
- 2015: Pack die Badehose ein
- 2016: Zwei kleine Italiener (neues Playback Christian Bruhn)
- 2016: Freunde für immer (Titelmelodie aus dem Film Timebreakers)
- 2016: Schön ist es auf der Welt zu sein (Duett mit Patrick Lindner)
- 2017: Wir fliegen Weg – Komponist und Text: Stefan Zauner (Münchner Freiheit)
- 2018: KiKA – ZDF – Matrjoshka – Song der WM – Song für den Kinderkanal im ZDF

## Musical
- Ballettschule – Nagy, Vaihingen Enz
- König der Löwen (2013) Tanz & Gesang
- Thriller 2014 (Tanz)
- 42nd Street 2015  (Stepp)
- Mary Poppins (Musical) 2016 – Hauptrolle (Jane Banks)

## Synchronisationen
- 2014: Annie – (Sprache & Gesang der Mia)
- 2015: Disney – Trailer „Frozen“ Gesang
- 2015: Hotel Transsilvanien 2 – (Sprache und Gesang)
- 2016: PJ Mask Pyjamahelden / Disneyserie (Titelsong)

## Auszeichnungen
- 2011: Alfred Csammer Violinen – Wettbewerb – Platz 2
- 2013: Jugend Musiziert – Geige 1. Preis
- 2015: Jugend Musiziert – Kammerensemble 1. Preis
- 2016: smago! Award "Neuer Kinderstar"